# 2020 en jeu
Pour les articles homonymes, voir 2020 en jeu vidéo.
Chronologie du jeu
- 2016
- 2017
- 2018
- 2019
- 2020
- 2021
- 2022
- 2023
- 2024

Cet article présente les faits marquants de l'année 2020 concernant le jeu.

## Sorties

### Jeux de rôle
- 17th Century Minimalist, Games Omnivorous
- 8 Tesoros, GDM Games
- Adventure Presents, Rebellion
- Agents of Concordia, Modiphius
- Alien, Arkhane Asylum Publishing/Fria Ligan AB
- Antika, auto-édition
- ApoCthulhu, Cthulhu Reborn Publishing
- Apprentis sorciers (Les), Posidonia Éditions
- Aria, Elder Craft
- Berlin XVIII (Apocalypse), 500 Nuances de Geek
- Berlin XVIII (FATE), 500 Nuances de Geek
- Brindlewood Bay, Gauntlet (The)
- Broken Compass, Two Little Mice
- Cabinet des murmures (Le), 12 Singes (Les)
- Capitaine vaudou (2de édition), Black Book Éditions
- Chants de Loss (Les), Open Sesame Games
- Chosen Ones, Posidonia Editions
- Clé en Main, 12 Singes (Les)
- Club (Le), JdR Éditions
- Complotiste, auto-édition
- Contes de minuit, Mister Frankenstein
- Cœurs vaillants, Chibi
- Dishonored, Modiphius
- Dominion (2de édition), Studio Absinthe
- Donjon & Compagnie, John Doe
- Double Zero, Dancing Light Press
- Drakar, JVCP
- Double Zero, Dancing Light Press
- Égarés, auto-édition
- Escape from Dino Island, Gulix
- Exploirateurs de Bruines, Averse (L')
- Fate Condensed, Evil Hat Productions
- Fer et le Froid (Le), Studio Absinthe
- Fléaux, Livres de l'Ours (Les)
- Gallant and Bold, Chibi
- Geist, Onyx Path Publishing
- Gobelin Qui s'en Dédit, Posidonia Éditions
- Green Dawn Mall, auto-édition
- Icons, John Doe
- Imperator, JdR Editions
- Insurgés, Land of NOP LLC
- kit de découverte Imperium5, Obhéa Éditions
- kit de découverte Les Chroniques de l'étrange, Antre Monde Éditions
- kit de démo Dune 2D20, Signe du Ver (Le), Arkhane Asylum Publishing
- kit de démo Junior Braves of the Apocalypse, Junior Braves Survival Guide, Renegade Games Studio
- kit de démo Kids on Brooms, Renegade Games Studio
- kit de démo Omega, Missions Initiales, Odonata Editions
- kit de démo Root, Pellenicky Glade Quickstart, Magpie Games
- kit d'initiation et scénario d'Introduction Awaken, Studio Deadcrows
- kit d'initiation The Nightstalker RPG, Éditions Stellamaris
- kit d'introduction NOC, Sethmes Éditeur
- Koh-Lanta, Solar
- Labyrinth (Jim Henson's Labyrinth), River Horse Games
- Labyrinthe (Jim Henson's Labyrinth), Black Book Éditions
- Libeccio Regalis, auto-édition
- Légende des cinq anneaux (La) (5e édition), Edge Entertainment
- Lore & Legacy, Empyreal Media Production
- Magical Fury, JDRlab
- Manuel de l'investigateur L’Appel de Cthulhu (7e édition), Edge Entertainment
- Manuel du gardien L’Appel de Cthulhu (7e édition), Edge Entertainment
- Mausritter, Losing Games
- Maze Rats, 12 Singes (Les)
- Mew-Tants, Anima Press
- Mon jeu de rôle junior, Fleurus
- Monstres, Black Book Editions
- Mörk Borg, Fria Ligan AB
- Nautilus, Studio Deadcrows
- Nightstalker (The), Éditions Stellamaris
- Non Merci, Electric Goat
- N.YX, Chibi
- Œil noir (L’) (5e édition), Black Book Éditions
- Pack Horse Library, auto-édition
- Pax Elfica, 12 Singes (Les)
- Petit manuel d'initiation au jeu de rôle (Soirée jeu de rôle), Éditions Larousse
- Pti6, Chibi
- quickstart Pasión de las Pasiones, Magpie Games
- Rotting Christ, Batro' Games
- RuneQuest (7e édition), Studio Deadcrows
- Savage Worlds (2de édition), Black Book Éditions
- Seeds of Wars, Specta Solutions
- Sins of the Father, Barbu Inc.
- Sonja et Conan contre les Ninjas, auto-édition
- Squamous, Trollish Delver Games
- Star Marx, Leha Éditions
- Stars, Elder Craft
- Starter Set Tales from the Loop, Arkhane Asylum Publishing/Fria Ligan AB
- Things from the Flood, Arkhane Asylum Publishing
- Torg (2de édition : Eternity), Black Book Éditions
- Trudvang Chronicles, Black Book Éditions
- Vaesen, Fria Ligan AB
- Warlock!, Fire Ruby Designs
- Wrath & Glory (1re édition révisée), Cubicle 7
- Würm (2de édition), Black Book Éditions
- Zonakron, Zonakron Édition

## Récompenses
| Récompense                  | Jeu                 | Auteur(s)                                                                                                 | Éditeur(s)     |
| --------------------------- | ------------------- | --- | -------------- |
| GRoG d'Or 2020              | Dieux ennemis       | Jean-Baptiste Lullien/Franck Plasse/Maxime Plasse/John Wick                                               | Les XII Singes |
| GRoG d'Argent 2020 ex aequo | Nephilim Légende    | Damien Desnous/Ariel Holzl/Fabrice Lamidey/Cyril Perniceni/Frédéric Weil                                  | Mnémos         |
| GRoG d'Argent 2020 ex aequo | Icons Rassemblement | Edward “Eddy” Webb/Blacksteel/Walt Ciechanowski/Morgan Davie/Stephen “Steve” Kenson/Gareth-Michael Skarka | John Doe       |

## Décès
- le 27 mars 2020 : Brian Blume
- le 23 octobre 2020 : Len Lakofka